# Гукайло, Максим Викторович
Максим Викторович Гукайло (бел. Максім Гукайла; род. 16 октября 1979, Минск) — белорусский футболист, защитник.

## Биография
Родился и рос в Минске. Окончил Минский институт управления, по специальности юрист.
Выступал за минское «Динамо», солигорский «Шахтёр» и «Витебск».
Пик карьеры провёл в солигорском «Шахтёре», с которым в 2005 году выиграл золото Чемпионата Белоруссии. В 2009 году несколько раз исполнял обязанности капитана команды.
Основное амплуа — защитник, иногда исполнял роль опорного полузащитника. Среди игровых достоинств были отмечены «…цепкость и надежность, жесткость в рамках правил <…>. А определенные пробелы в футбольном образовании с лихвой компенсируются высочайшей работоспособностью и самоотдачей…». Кроме того, обладал способностью забивать голы в сложные моменты матчей и/или сильным соперникам.
После окончания карьеры полностью ушёл из профессионального футбола и работает водителем такси.

## Достижения
Шахтёр Солигорск:
- Чемпион Белоруссии: 2005
- Обладатель Кубка Белоруссии: 2003/04